# Dilatação do tempo
A dilatação do tempo é a diferença no tempo decorrido medido por dois relógios, seja por causa de uma velocidade relativa entre eles (relatividade especial) ou uma diferença no potencial gravitacional entre suas localizações (relatividade geral). Quando não especificado, "dilatação do tempo" geralmente se refere ao efeito devido à velocidade. A dilatação compara as leituras do relógio do "relógio de pulso" entre eventos medidos em diferentes referenciais inerciais e não é observada pela comparação visual dos relógios em referenciais móveis.
Estas previsões da teoria da relatividade foram repetidamente confirmadas por experiências e são de interesse prático, por exemplo, na operação de sistemas de navegação por satélite como o GPS e o Galileo.

## Invisibilidade
Dilatação do tempo é uma relação entre as leituras do relógio. Leituras de relógio observadas visualmente envolvem atrasos devido à velocidade de propagação da luz do relógio para o observador. Portanto, não há uma maneira direta de observar a dilatação do tempo. Como exemplo de dilatação do tempo, dois experimentadores medindo um trem que passa a uma velocidade da luz de 0,86 podem ver uma diferença de 2 segundos em seus relógios, enquanto no trem o maquinista relata que apenas um segundo se passou quando os experimentadores passaram. Observações de um relógio na frente do trem dariam resultados completamente diferentes: a luz do trem não alcançaria o segundo experimentador apenas 0,27s antes da passagem do trem. Esse efeito de objetos em movimento nas observações está associado ao efeito Doppler.

## História
A dilatação do tempo pelo fator de Lorentz foi prevista por vários autores na virada do século XX. Joseph Larmor (1897) escreveu que, pelo menos para aqueles orbitando um núcleo, elétrons individuais descrevem partes correspondentes de suas órbitas em tempos mais curtos para o sistema em [repouso] na proporção: {\textstyle {\sqrt {1-{\frac {v^{2}}{c^{2}}}}}}. Emil Cohn (1904) relacionou especificamente esta fórmula à taxa de relógios. No contexto da relatividade especial, foi demonstrado por Albert Einstein (1905) que este efeito diz respeito à natureza do próprio tempo, e ele também foi o primeiro a apontar sua reciprocidade ou simetria. Posteriormente, Hermann Minkowski (1907) introduziu o conceito de tempo próprio que esclareceu ainda mais o significado da dilatação do tempo.

## Dilatação do tempo causada por uma velocidade relativa

A partir do referencial local do relógio azul, o relógio vermelho, estando em movimento, é medido como se estivesse tiquetaqueando mais devagar.

A relatividade especial indica que, para um observador em um referencial inercial, um relógio que está se movendo em relação ao observador será medido para marcar mais lentamente do que um relógio em repouso no referencial do observador. Isso às vezes é chamado de dilatação do tempo relativística especial. Quanto mais rápida a velocidade relativa, maior a dilatação do tempo entre eles, com o tempo desacelerando até parar conforme um relógio se aproxima da velocidade da luz (299.792.458 m/s).
Em teoria, a dilatação do tempo tornaria possível para os passageiros em um veículo em movimento rápido avançar para o futuro em um curto período de seu próprio tempo. Com velocidades suficientemente altas, o efeito seria dramático. Por exemplo, um ano de viagem pode corresponder a dez anos na Terra. De fato, uma aceleração constante de 1 g permitiria que os humanos viajassem por todo o Universo conhecido em uma vida humana.
Com a tecnologia atual limitando severamente a velocidade da viagem espacial, as diferenças experimentadas na prática são minúsculas. Após 6 meses na Estação Espacial Internacional (EEI), orbitando a Terra a uma velocidade de cerca de 7.700 m/s, um astronauta teria envelhecido cerca de 0,005 segundos a menos do que teria envelhecido na Terra. Os cosmonautas Sergei Krikalev e Sergey Avdeev experimentaram uma dilatação do tempo de cerca de 20 milissegundos em comparação com o tempo que passou na Terra.

### Inferência simples

Esquerda: O observador em repouso mede o tempo 2L/c entre eventos co-locais de geração de sinal de luz em A e chegada em A.
Direita: Eventos de acordo com um observador se movendo para a esquerda da configuração: espelho inferior A quando o sinal é gerado no tempo t'=0, espelho superior B quando o sinal é refletido no tempo t'=D/c, espelho inferior A quando o sinal retorna no tempo t'=2D/c

A dilatação do tempo pode ser inferida a partir da constância observada da velocidade da luz em todos os referenciais ditados pelo segundo postulado da relatividade especial. Essa constância da velocidade da luz significa que, contrariamente à intuição, as velocidades dos objetos materiais e da luz não são aditivas. Não é possível fazer a velocidade da luz parecer maior movendo-se em direção ou para longe da fonte de luz.
Considere então um relógio vertical simples consistindo de dois espelhos A e B, entre os quais um pulso de luz está saltando. A separação dos espelhos é L e o relógio marca uma vez cada vez que o pulso de luz atinge o espelho A.
No referencial em que o relógio está em repouso (veja a parte esquerda do diagrama), o pulso de luz traça um caminho de comprimento 2L e o período de tempo entre os tiques do relógio {\displaystyle \Delta t} é igual a 2L dividido pela velocidade da luz c:
{\displaystyle \Delta t={\frac {2L}{c}}}
Do referencial de um observador em movimento viajando na velocidade v em relação ao referencial de repouso do relógio (parte direita do diagrama), o pulso de luz é visto como traçando um caminho mais longo e angular 2D. Manter a velocidade da luz constante para todos os observadores inerciais requer um alongamento (que é dilatação) do período de tempo entre os tiques deste relógio {\displaystyle \Delta t'} da perspectiva do observador em movimento. Ou seja, conforme medido em um referencial em movimento em relação ao relógio local, este relógio estará funcionando (tiquetaqueando) mais lentamente, já que a taxa de tique é igual a um ao longo do período de tempo entre os tiques 1/{\displaystyle \Delta t'}.
A aplicação direta do teorema de Pitágoras leva à previsão bem conhecida da relatividade especial:
O tempo total para o pulso de luz traçar seu caminho é dado por:
{\displaystyle \Delta t'={\frac {2D}{c}}}
O comprimento do meio caminho pode ser calculado como uma função de quantidades conhecidas como:
{\displaystyle D={\sqrt {\left({\frac {1}{2}}v\Delta t'\right)^{2}+L^{2}}}}
A eliminação das variáveis D e L dessas três equações resulta em:
{\displaystyle \Delta t'={\frac {\Delta t}{\sqrt {1-{\frac {v^{2}}{c^{2}}}}}}={\gamma }{\Delta t}}
que expressa o fato de que o período do observador em movimento do relógio {\displaystyle \Delta t'} é maior que o período {\displaystyle \Delta t} no referencial do próprio relógio. O fator de Lorentz gama (γ) é definido como
{\displaystyle \gamma ={\frac {1}{\sqrt {1-{\frac {v^{2}}{c^{2}}}}}}}
Como todos os relógios que têm um período comum no referencial de repouso devem ter um período comum quando observados a partir do referencial móvel, todos os outros relógios — mecânicos, eletrônicos, ópticos (como uma versão horizontal idêntica do relógio no exemplo) — devem exibir a mesma dilatação do tempo dependente da velocidade.

### Reciprocidade

Dilatação temporal transversal. Os pontos azuis representam um pulso de luz. Cada par de pontos com luz "saltando" entre eles é um relógio. No referencial de cada grupo de relógios, o outro grupo é medido para tiquetaquear mais lentamente, porque o pulso de luz do relógio em movimento tem que viajar uma distância maior do que o pulso de luz do relógio parado. Isso é assim, mesmo que os relógios sejam idênticos e seu movimento relativo seja perfeitamente recíproco.

Dado um certo referencial e o observador "estacionário" descrito anteriormente, se um segundo observador acompanhasse o relógio "em movimento", cada um dos observadores mediria o relógio do outro como se estivesse tiquetaqueando em uma taxa mais lenta do que seu próprio relógio local, devido a ambos medirem o outro como aquele que está em movimento em relação ao seu próprio referencial estacionário.
O senso comum ditaria que, se a passagem do tempo diminuiu para um objeto em movimento, dito objeto observaria o tempo do mundo externo sendo correspondentemente acelerado. Contraintuitivamente, a relatividade especial prevê o oposto. Quando dois observadores estão em movimento em relação um ao outro, cada um medirá o relógio do outro diminuindo a velocidade, em concordância com eles estarem em movimento em relação ao referencial do observador.

O tempo UV de um relógio em S é menor comparado ao Ux′ em S′, e o tempo UW de um relógio em S′ é menor comparado ao Ux em S.

Embora isso pareça autocontraditório, uma estranheza semelhante ocorre na vida cotidiana. Se duas pessoas A e B se observam à distância, B parecerá pequeno para A, mas, ao mesmo tempo, A parecerá pequeno para B. Estando familiarizado com os efeitos da perspectiva, não há contradição ou paradoxo nessa situação.
A reciprocidade do fenômeno também leva ao chamado paradoxo dos gêmeos, onde o envelhecimento dos gêmeos, um permanecendo na Terra e o outro embarcando em uma viagem espacial, é comparado, e onde a reciprocidade sugere que ambas as pessoas devem ter a mesma idade quando se reencontrarem. Pelo contrário, no final da viagem de ida e volta, o gêmeo viajante será mais jovem do que o irmão na Terra. O dilema colocado pelo paradoxo pode ser explicado pelo fato de que a situação não é simétrica. O gêmeo que permanece na Terra está em um único referencial inercial, e o gêmeo viajante está em dois referenciais inerciais diferentes: um na ida e outro na volta. Veja também Paradoxo dos gêmeos § Papel da aceleração.

### Testes experimentais

#### Partículas em movimento
- É possível comparar a vida útil do múon em diferentes velocidades. No laboratório, múons lentos são produzidos; e na atmosfera, múons muito rápidos são introduzidos por raios cósmicos. Tomando a vida útil do múon em repouso como o valor de laboratório de 2,197 μs, a vida útil de um múon produzido por raios cósmicos viajando a 98% da velocidade da luz é cerca de cinco vezes maior, de acordo com as observações. Um exemplo é Rossi e Hall (1941), que compararam a população de múons produzidos por raios cósmicos no topo de uma montanha com aquela observada no nível do mar.[21]
- A vida útil das partículas produzidas em aceleradores de partículas é maior devido à dilatação do tempo. Em tais experimentos, o "relógio" é o tempo gasto pelos processos que levam à decadência do múon, e esses processos ocorrem no múon em movimento em sua própria "taxa de relógio", que é muito mais lenta do que o relógio de laboratório. Isso é rotineiramente levado em consideração na física de partículas, e muitas medições dedicadas foram realizadas. Por exemplo, no anel de armazenamento de múons no CERN, descobriu-se que o tempo de vida dos múons que circulam com γ = 29,327 estava dilatado para 64,378 μs, confirmando a dilatação do tempo com uma precisão de 0,9 ± 0,4 partes por mil.[22]

#### Efeito de Doppler
- O propósito declarado por Ives e Stilwell (1938, 1941) desses experimentos era verificar o efeito de dilatação do tempo, previsto pela teoria do éter de Larmor e Lorentz, devido ao movimento através do éter usando a sugestão de Einstein de que o efeito de Doppler em raios canais forneceria um experimento adequado. Esses experimentos mediram o desvio de Doppler da radiação emitida a partir dos raios catódicos, quando vistos a partir de diretamente na frente e a partir de diretamente atrás. As frequências altas e baixas detectadas não foram os valores classicamente previstos:{\displaystyle {\frac {f_{0}}{1-v/c}}\qquad {\text{e}}\qquad {\frac {f_{0}}{1+v/c}}}As frequências altas e baixas da radiação a partir das fontes móveis foram medidas como:[23]{\displaystyle {\sqrt {\frac {1+v/c}{1-v/c}}}f_{0}=\gamma \left(1+v/c\right)f_{0}\qquad {\text{e}}\qquad {\sqrt {\frac {1-v/c}{1+v/c}}}f_{0}=\gamma \left(1-v/c\right)f_{0}}conforme deduzido por Einstein (1905) a partir da transformação de Lorentz, quando a fonte está lenta pelo fator de Lorentz.
- Hasselkamp, Mondry, e Scharmann[24]1979) mediram o desvio de Doppler a partir de uma fonte se movendo em ângulos retos em relação à linha de visão. A relação mais geral entre as frequências da radiação a partir das fontes móveis é dada por:{\displaystyle f_{\mathrm {det} }=f_{\mathrm {re} }{\left(1-{\frac {v}{c}}\cos \phi \right)/{\sqrt {1-{v^{2}}/{c^{2}}}}}}conforme deduzido por Einstein (1905).[25] Para ϕ = 90° (cos ϕ = 0) isso se reduz a fdet = freγ. Essa frequência mais baixa da fonte móvel pode ser atribuída ao efeito de dilatação do tempo e é frequentemente chamada de efeito de Doppler transversal e foi prevista pela relatividade.
- Em 2010, a dilatação do tempo foi observada em velocidades inferiores a 10 metros por segundo usando relógios atômicos ópticos conectados por 75 metros de fibra óptica.[26]

### Tempo próprio e diagrama de Minkowski
No diagrama de Minkowski da primeira imagem à direita, o relógio C em repouso no referencial inercial S′ encontra o relógio A em d e o relógio B em f (ambos em repouso em S). Todos os três relógios começam a tiquetaquear simultaneamente em S. A linha de mundo de A é o eixo ct, a linha de mundo de B que cruza f é paralela ao eixo ct, e a linha de mundo de C é o eixo ct′. Todos os eventos simultâneos com d em S estão no eixo x, em S′ no eixo x′.
O tempo próprio entre dois eventos é indicado por um relógio presente em ambos os eventos. Ele é invariante, ou seja, em todos os referenciais inerciais concorda-se que esse tempo é indicado por aquele relógio. O intervalo df é, portanto, o tempo próprio do relógio C, e é mais curto em relação aos tempos de coordenadas ef=dg dos relógios B e A em S. Por outro lado, também o tempo próprio ef de B é mais curto em relação ao tempo if em S′, porque o evento e foi medido em S′ já no tempo i devido à relatividade da simultaneidade, muito antes de C começar a tiquetaquear.
Disso pode ser visto que o tempo próprio entre dois eventos indicado por um relógio não acelerado presente em ambos os eventos, comparado com o tempo de coordenadas sincronizado medido em todos os outros referenciais inerciais, é sempre o intervalo de tempo mínimo entre esses eventos. No entanto, o intervalo entre dois eventos também pode corresponder ao tempo próprio de relógios acelerados presentes em ambos os eventos. Sob todos os tempos próprios possíveis entre dois eventos, o tempo próprio do relógio não acelerado é máximo, o que é a solução para o paradoxo dos gêmeos.

### Derivação e formulação

Fator de Lorentz como uma função da velocidade escalar (em unidades naturais onde c = 1). Observe que para velocidades (escalar) pequenas (conforme v tende a zero), γ é aproximadamente 1.

Além do relógio de luz usado acima, a fórmula para dilatação do tempo pode ser derivada de forma mais geral da parte temporal da transformação de Lorentz. Sejam dois eventos nos quais o relógio em movimento indica t a {\displaystyle t_{a}} e {\displaystyle t_{b}}, assim:
{\displaystyle t_{a}^{\prime }={\frac {t_{a}-{\frac {vx_{a}}{c^{2}}}}{\sqrt {1-{\frac {v^{2}}{c^{2}}}}}},\ t_{b}^{\prime }={\frac {t_{b}-{\frac {vx_{b}}{c^{2}}}}{\sqrt {1-{\frac {v^{2}}{c^{2}}}}}}}
Como o relógio permanece em repouso em seu referencial inercial, ele segue {\displaystyle x_{a}=x_{b}}, portanto o intervalo {\displaystyle \Delta t^{\prime }=t_{b}^{\prime }-t_{a}^{\prime }} é dado por:
{\displaystyle \Delta t'=\gamma \,\Delta t={\frac {\Delta t}{\sqrt {1-{\frac {v^{2}}{c^{2}}}}}}}
onde Δt é o intervalo de tempo entre dois eventos co-locais (ou seja, acontecendo no mesmo lugar) para um observador em algum referencial inercial (por exemplo, tiques em seu relógio), conhecido como tempo próprio, Δt′ é o intervalo de tempo entre esses mesmos eventos, conforme medido por outro observador, movendo-se inercialmente com velocidade v em relação ao observador anterior, v é a velocidade relativa entre o observador e o relógio em movimento, c é a velocidade da luz, e o fator de Lorentz (convencionalmente denotado pela letra grega gama ou γ) é:
{\displaystyle \gamma ={\frac {1}{\sqrt {1-{\frac {v^{2}}{c^{2}}}}}}}
Assim, a duração do ciclo de um relógio em movimento é aumentada: é medida como "correndo devagar". O alcance de tais variações na vida cotidiana, onde v ≪ c,, mesmo considerando viagens espaciais, não é grande o suficiente para produzir efeitos de dilatação do tempo facilmente detectáveis e tais efeitos extremamente pequenos podem ser ignorados com segurança para a maioria dos propósitos. Como um limite aproximado, a dilatação do tempo de 0,5% pode se tornar importante quando um objeto se aproxima de velocidades da ordem de 30.000 km/s (1/10 da velocidade da luz).

### Movimento hiperbólico
Na relatividade especial, a dilatação do tempo é descrita de forma mais simples em circunstâncias em que a velocidade relativa é imutável. No entanto, as equações de Lorentz permitem calcular o tempo próprio e o movimento no espaço para o caso simples de uma nave espacial que é aplicada com uma força por unidade de massa, em relação a algum objeto de referência em movimento uniforme (ou seja, velocidade constante), igual a g durante todo o período de medição.
Seja t o tempo em um referencial inercial subsequentemente chamado de referencial de repouso. Seja x uma coordenada espacial e seja a direção da aceleração constante, bem como a velocidade da nave espacial (em relação ao referencial de repouso) paralela ao eixo x. Assumindo que a posição da nave espacial no tempo t = 0 é x = 0 e a velocidade é v0 e definindo a seguinte abreviação:
{\displaystyle \gamma _{0}={\frac {1}{\sqrt {1-v_{0}^{2}/c^{2}}}}}
as seguintes fórmulas são válidas:
Posição:
{\displaystyle x(t)={\frac {c^{2}}{g}}\left({\sqrt {1+{\frac {\left(gt+v_{0}\gamma _{0}\right)^{2}}{c^{2}}}}}-\gamma _{0}\right)}
Velocidade:
{\displaystyle v(t)={\frac {gt+v_{0}\gamma _{0}}{\sqrt {1+{\frac {\left(gt+v_{0}\gamma _{0}\right)^{2}}{c^{2}}}}}}}
Tempo próprio como função do tempo coordenado:
{\displaystyle \tau (t)=\tau _{0}+\int _{0}^{t}{\sqrt {1-\left({\frac {v(t')}{c}}\right)^{2}}}dt'}
No caso em que v(0) = v0 = 0 e τ(0) = τ0 = 0 a integral pode ser expressa como uma função logarítmica ou, equivalentemente, como uma função hiperbólica inversa:
{\displaystyle \tau (t)={\frac {c}{g}}\ln \left({\frac {gt}{c}}+{\sqrt {1+\left({\frac {gt}{c}}\right)^{2}}}\right)={\frac {c}{g}}\operatorname {arsenh} \left({\frac {gt}{c}}\right)}
Como funções do tempo próprio {\displaystyle \tau } da nave, as seguintes fórmulas são válidas:
Posição:
{\displaystyle x(\tau )={\frac {c^{2}}{g}}\left(\cosh {\frac {g\tau }{c}}-1\right)}
Velocidade: 
{\displaystyle v(\tau )=c\tanh {\frac {g\tau }{c}}}
Tempo coordenado em função do tempo próprio:
{\displaystyle t(\tau )={\frac {c}{g}}\mathrm {senh} {\frac {g\tau }{c}}}

### Hipótese do relógio
A hipótese do relógio é a suposição de que a taxa na qual um relógio é afetado pela dilatação do tempo não depende de sua aceleração, mas apenas de sua velocidade instantânea. Isso é equivalente a afirmar que um relógio se movendo ao longo de um caminho {\displaystyle P} mede o tempo próprio, definido por:
{\displaystyle \tau =\int _{P}{\sqrt {dt^{2}-dx^{2}/c^{2}-dy^{2}/c^{2}-dz^{2}/c^{2}}}}
A hipótese do relógio foi implicitamente (mas não explicitamente) incluída na formulação original de Einstein de 1905 da relatividade especial. Desde então, tornou-se uma suposição padrão e é geralmente incluída nos axiomas da relatividade especial, especialmente à luz da verificação experimental até acelerações muito altas em aceleradores de partículas.

## Dilatação do tempo causada pela gravidade ou aceleração

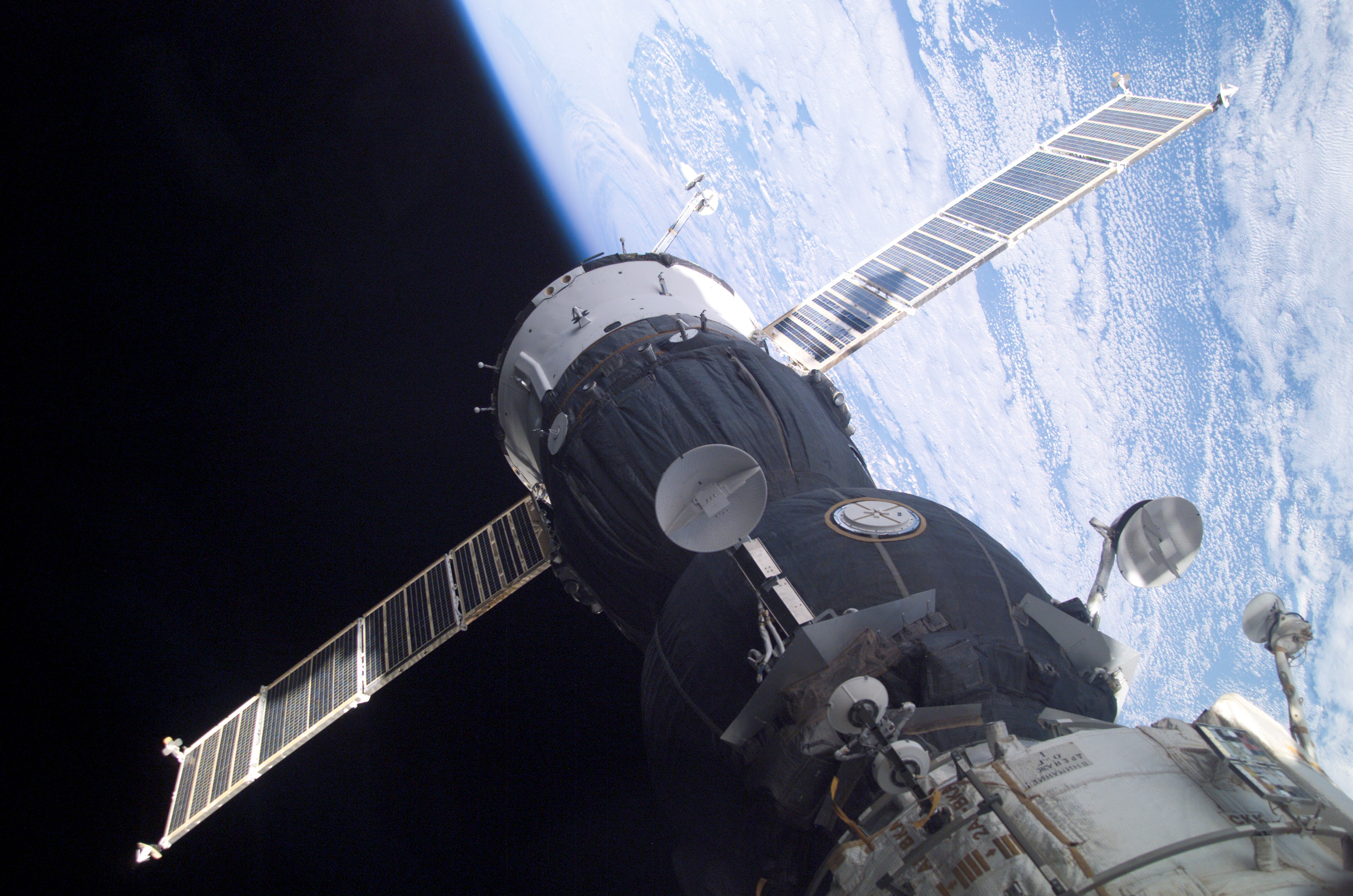
A dilatação do tempo explica por que dois relógios em funcionamento relatarão tempos diferentes após acelerações diferentes. Por exemplo, o tempo passa mais devagar na ISS, atrasando aproximadamente 0,01 segundos para cada 12 meses terrestres passados. Para que os satélites GPS funcionem, eles devem se ajustar para uma curvatura semelhante do espaço-tempo para coordenar adequadamente com os sistemas na Terra.

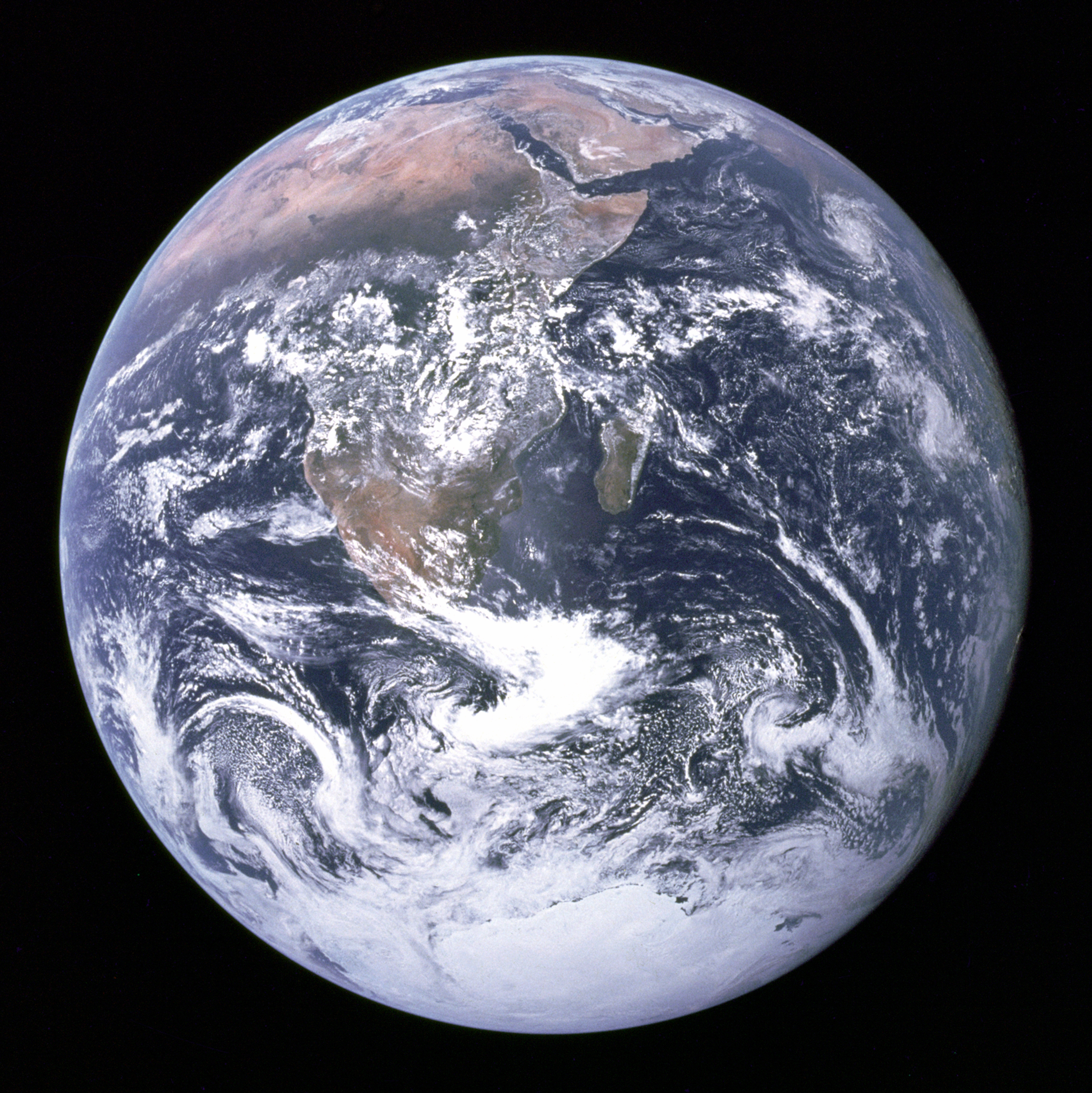
O tempo passa mais rápido quando se está mais longe do centro de gravidade, como acontece com objetos massivos (como a Terra).

A dilatação do tempo gravitacional é experimentada por um observador que, a uma certa altitude dentro de um poço de potencial gravitacional, descobre que seus relógios locais medem menos tempo decorrido do que relógios idênticos situados em altitudes mais altas (e que estão, portanto, em maior potencial gravitacional).
A dilatação do tempo gravitacional está em jogo, por exemplo, para os astronautas da ISS. Enquanto a velocidade relativa dos astronautas desacelera seu tempo, a influência gravitacional reduzida em sua localização o acelera, embora em menor grau. Além disso, o tempo de um alpinista está teoricamente passando um pouco mais rápido no topo de uma montanha em comparação com as pessoas no nível do mar. Também foi calculado que, devido à dilatação do tempo, o núcleo da Terra é 2,5 anos mais jovem que a crosta. "Um relógio usado para cronometrar uma rotação completa da Terra medirá o dia como sendo aproximadamente 10 ns/dia a mais para cada km de altitude acima do geoide de referência." Viajar para regiões do espaço onde a dilatação do tempo gravitacional extrema está ocorrendo, como perto (mas não além do horizonte de eventos de) um buraco negro, poderia produzir resultados de mudança de tempo análogos aos da viagem espacial próxima à velocidade da luz.
Ao contrário da dilatação do tempo de velocidade, na qual ambos os observadores medem o outro como envelhecendo mais lentamente (um efeito recíproco), a dilatação do tempo gravitacional não é recíproca. Isso significa que com a dilatação do tempo gravitacional ambos os observadores concordam que o relógio mais próximo do centro do campo gravitacional é mais lento em taxa, e eles concordam sobre a proporção da diferença.

### Testes experimentais
- Em 1959, Robert Pound e Glen Rebka mediram o desvio para o vermelho gravitacional muito leve na frequência da luz emitida em uma altura menor, onde o campo gravitacional da Terra é relativamente mais intenso. Os resultados estavam dentro de 10% das previsões da relatividade geral. Em 1964, Pound e J. L. Snider mediram um resultado dentro de 1% do valor previsto pela dilatação do tempo gravitacional.[36] (Veja o experimento de Pound e Rebka)
- Em 2010, a dilatação do tempo gravitacional foi medida na superfície da Terra com uma diferença de altura de apenas um metro, usando relógios atômicos ópticos.[26]

## Efeito combinado da dilatação do tempo gravitacional e de velocidade

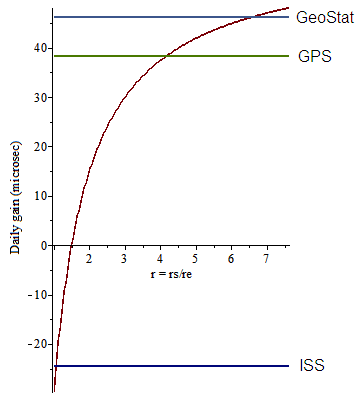
Dilatação do tempo diária (ganho ou perda se negativo) em microssegundos como uma função do raio da órbita (circular) r = rs/re, onde rs é o raio da órbita do satélite e re é o raio equatorial da Terra, calculado usando a métrica de Schwarzschild. Em r ≈ 1,497 não há dilatação do tempo. Aqui os efeitos do movimento e da gravidade reduzida se cancelam. Os astronautas da ISS voam abaixo, enquanto o GPS e os satélites geoestacionários voam acima. (em inglês)

Cronometragem de alta precisão, rastreamento de satélites da órbita baixa da Terra e cronometragem de pulsar são aplicações que exigem a consideração dos efeitos combinados de massa e movimento na produção de dilatação do tempo. Exemplos práticos incluem o padrão de Tempo Atômico Internacional e sua relação com o padrão de Tempo Coordenado Baricêntrico usado para objetos interplanetários.
Efeitos da dilatação do tempo relativísticos para o Sistema Solar e a Terra podem ser modelados com muita precisão pela solução de Schwarzschild para as equações de campo de Einstein. Na métrica de Schwarzschild, o intervalo {\displaystyle dt_{\text{E}}} é dado por:
{\displaystyle dt_{\text{E}}^{2}=\left(1-{\frac {2GM_{\text{i}}}{r_{\text{i}}c^{2}}}\right)dt_{\text{c}}^{2}-\left(1-{\frac {2GM_{\text{i}}}{r_{\text{i}}c^{2}}}\right)^{-1}{\frac {dx^{2}+dy^{2}+dz^{2}}{c^{2}}}}
onde:
- {\displaystyle dt_{\text{E}}} é um pequeno incremento do tempo próprio {\displaystyle t_{\text{E}}} (um intervalo que poderia ser registrado em um relógio atômico),
- {\displaystyle dt_{\text{c}}} é um pequeno incremento na coordenada {\displaystyle t_{\text{c}}} (tempo coordenado),
- {\displaystyle dx,dy,dz} são pequenos incrementos nas três coordenadas {\displaystyle x,y,z} da posição do relógio,
- {\displaystyle {\frac {-GM_{i}}{r_{i}}}} representa a soma dos potenciais gravitacionais newtonianos devido às massas na vizinhança, com base em suas distâncias {\displaystyle r_{i}} a partir do relógio. Esta soma inclui quaisquer potenciais de maré.

A velocidade coordenada do relógio é dada por:
{\displaystyle v^{2}={\frac {dx^{2}+dy^{2}+dz^{2}}{dt_{\text{c}}^{2}}}}
O tempo coordenado {\displaystyle t_{\text{c}}} é o tempo que seria lido em um "relógio coordenado" hipotético situado infinitamente longe de todas as massas gravitacionais ({\displaystyle U=0}), e estacionário no sistema de coordenadas ({\displaystyle v=0}). A relação exata entre a taxa de tempo próprio e a taxa de tempo coordenado para um relógio com um componente radial de velocidade é:
{\displaystyle {\frac {dt_{\text{E}}}{dt_{\text{c}}}}={\sqrt {1+{\frac {2U}{c^{2}}}-{\frac {v^{2}}{c^{2}}}+\left({\frac {c^{2}}{2U}}+1\right)^{-1}{\frac {{v_{\shortparallel }}^{2}}{c^{2}}}}}={\sqrt {1-\left(\beta ^{2}+\beta _{e}^{2}+{\frac {\beta _{\shortparallel }^{2}\beta _{e}^{2}}{1-\beta _{e}^{2}}}\right)}}}
onde:
- {\displaystyle v_{\shortparallel }} é a velocidade radial,
- {\displaystyle v_{e}={\sqrt {\frac {2GM_{i}}{r_{i}}}}} é a velocidade de escape,
- {\displaystyle \beta =v/c}, {\displaystyle \beta _{e}=v_{e}/c} e {\displaystyle \beta _{\shortparallel }=v_{\shortparallel }/c} são velocidades como uma porcentagem da velocidade da luz c,
- {\displaystyle U={\frac {-GM_{i}}{r_{i}}}} é o potencial newtoniano; portanto, {\displaystyle -U} é igual à metade do quadrado da velocidade de escape.

A equação acima é exata sob as suposições da solução de Schwarzschild. Ela se reduz à:
- equação de dilatação do tempo da velocidade na presença de movimento e ausência de gravidade, ou seja, {\displaystyle \beta _{e}=0};
- equação de dilatação do tempo gravitacional na ausência de movimento e na presença de gravidade, ou seja, {\displaystyle \beta =0=\beta _{\shortparallel }}.

### Testes experimentais

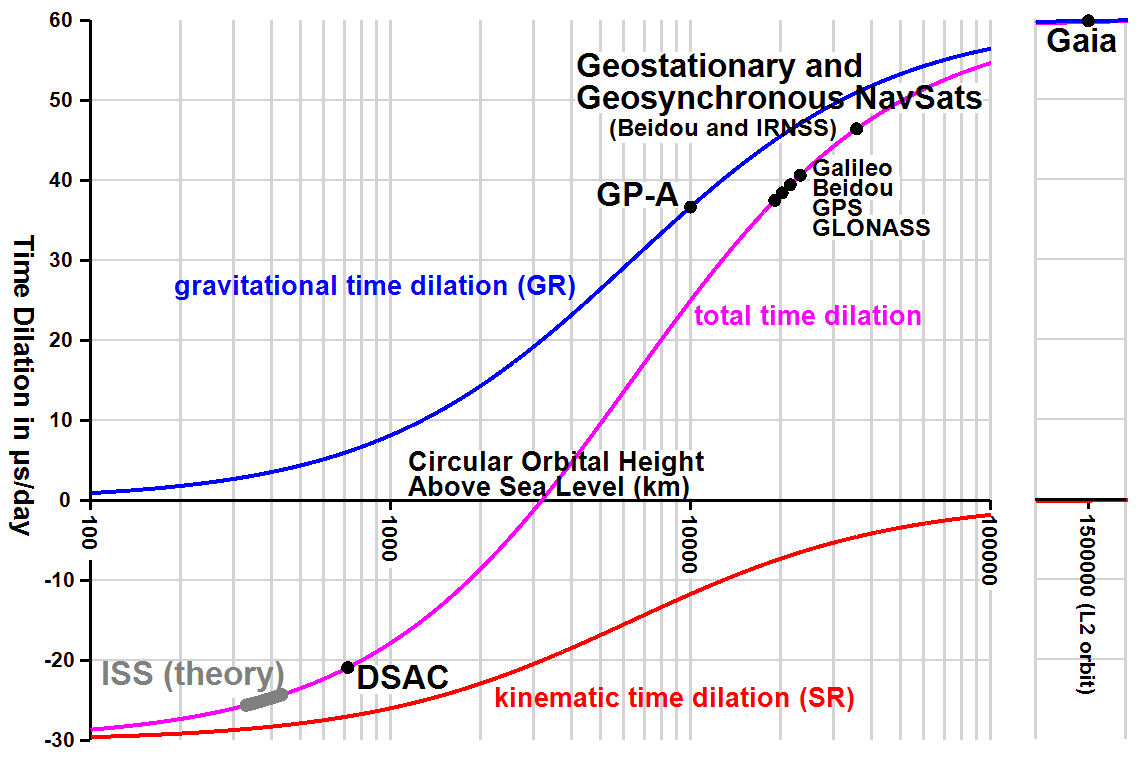
Dilatação do tempo diária sobre a altura da órbita circular dividida em seus componentes. Neste gráfico, apenas a Gravity Probe A foi lançada especificamente para testar a relatividade geral. As outras espaçonaves neste gráfico (exceto a ISS, cujo alcance de pontos é marcado como "teoria") carregam relógios atômicos cuja operação adequada depende da validade da relatividade geral. (em inglês)

- Hafele e Keating, em 1971, voaram relógios atômicos de césio para leste e oeste ao redor da Terra em aviões comerciais, para comparar o tempo decorrido com o de um relógio que permaneceu no Observatório Naval dos EUA. Dois efeitos opostos entraram em jogo. Esperava-se que os relógios envelhecessem mais rapidamente (mostrando um tempo decorrido maior) do que o relógio de referência, uma vez que estavam em um potencial gravitacional mais alto (mais fraco) durante a maior parte da viagem (cf. experimento de Pound e Rebka). Mas também, contrastantemente, esperava-se que os relógios em movimento envelhecessem mais lentamente devido à velocidade de sua viagem. A partir das trajetórias de voo reais de cada viagem, a teoria previu que os relógios voadores, em comparação com os relógios de referência no Observatório Naval dos EUA, deveriam ter perdido 40±23 nanossegundos durante a viagem para o leste e deveriam ter ganho 275±21 nanossegundos durante a viagem para o oeste. Em relação à escala de tempo atômico do Observatório Naval dos EUA, os relógios voadores perderam 59±10 nanossegundos durante a viagem para o leste e ganharam 273±7 nanossegundos durante a viagem para o oeste (onde as barras de erro representam o desvio padrão).[40] Em 2005, o Laboratório Nacional de Física no Reino Unido relatou sua replicação limitada deste experimento.[41] O experimento do NPL diferiu do original porque os relógios de césio foram enviados em uma viagem mais curta (retorno Londres–Washington, D.C.), mas os relógios foram mais precisos. Os resultados relatados estão dentro de 4% das previsões da relatividade, dentro da incerteza das medições.
- O Sistema de Posicionamento Global pode ser considerado um experimento de operação contínua tanto na relatividade especial quanto na geral. Os relógios em órbita são corrigidos para efeitos de dilatação do tempo relativísticos especiais e gerais, conforme descrito acima, de modo que (conforme observado da superfície da Terra) eles funcionam na mesma taxa que os relógios na superfície da Terra.[42]

## Na cultura popular
A dilatação do tempo gravitacional e de velocidade têm sido o assunto de obras de ficção científica em uma variedade de mídias. Alguns exemplos no cinema são os filmes Interestelar e Planeta dos Macacos. Em Interestelar, um ponto-chave da trama envolve um planeta, que está perto de um buraco negro em rotação e em cuja superfície uma hora é equivalente a sete anos na Terra devido à dilatação do tempo. O físico Kip Thorne colaborou na produção do filme e explicou seus conceitos científicos no livro The Science of Interstellar.
A música '39 do Queen foi escrita pelo astrofísico e músico Brian May e gira em torno do efeito da dilatação do tempo em viajantes espaciais em busca de um novo lar para a humanidade, à medida que gradualmente destruímos o planeta Terra. Eles retornam com sucesso, apenas para descobrir que tudo o que conheciam já se foi há muito tempo.
A dilatação do tempo foi usada nos episódios de Doctor Who "World Enough and Time" e "The Doctor Falls", que acontecem em uma nave espacial nas proximidades de um buraco negro. Devido à imensa atração gravitacional do buraco negro e ao comprimento da nave (400 milhas), o tempo se move mais rápido em uma extremidade do que na outra. Quando a companheira do Doutor, Bill, é levada para a outra extremidade da nave, ela espera anos para que ele a resgate; em seu tempo, apenas minutos passam. Além disso, a dilatação permite que os Cybermen evoluam a uma taxa "mais rápida" do que a vista anteriormente no programa.
Tau Zero, um romance de Poul Anderson, é um dos primeiros exemplos do conceito na literatura de ficção científica. No romance, uma nave espacial usa um Bussard ramjetpara acelerar a velocidades altas o suficiente para que a tripulação passe cinco anos a bordo, mas trinta e três anos se passam na Terra antes que eles cheguem ao seu destino. A dilatação do tempo de velocidade é explicada por Anderson em termos do fator tau que diminui cada vez mais perto de zero conforme a nave se aproxima da velocidade da luz — daí o título do romance. Devido a um acidente, a tripulação é incapaz de parar de acelerar a nave espacial, causando uma dilatação do tempo tão extrema que a tripulação experimenta o Big Crunch no fim do universo. Outros exemplos na literatura, como Rocannon's World, Hyperion e The Forever War, fazem uso da dilatação do tempo relativística como um dispositivo literário cientificamente plausível para fazer com que certos personagens envelheçam mais devagar do que o resto do universo.

## Nota
1. ↑  A dilatação do tempo média tem uma dependência fraca do ângulo de inclinação orbital (Ashby 2003, p.32). O resultado r ≈ 1,497 corresponde à[37] inclinação orbital dos satélites GPS modernos, que é de 55 graus.